# Barranca del Ravenna

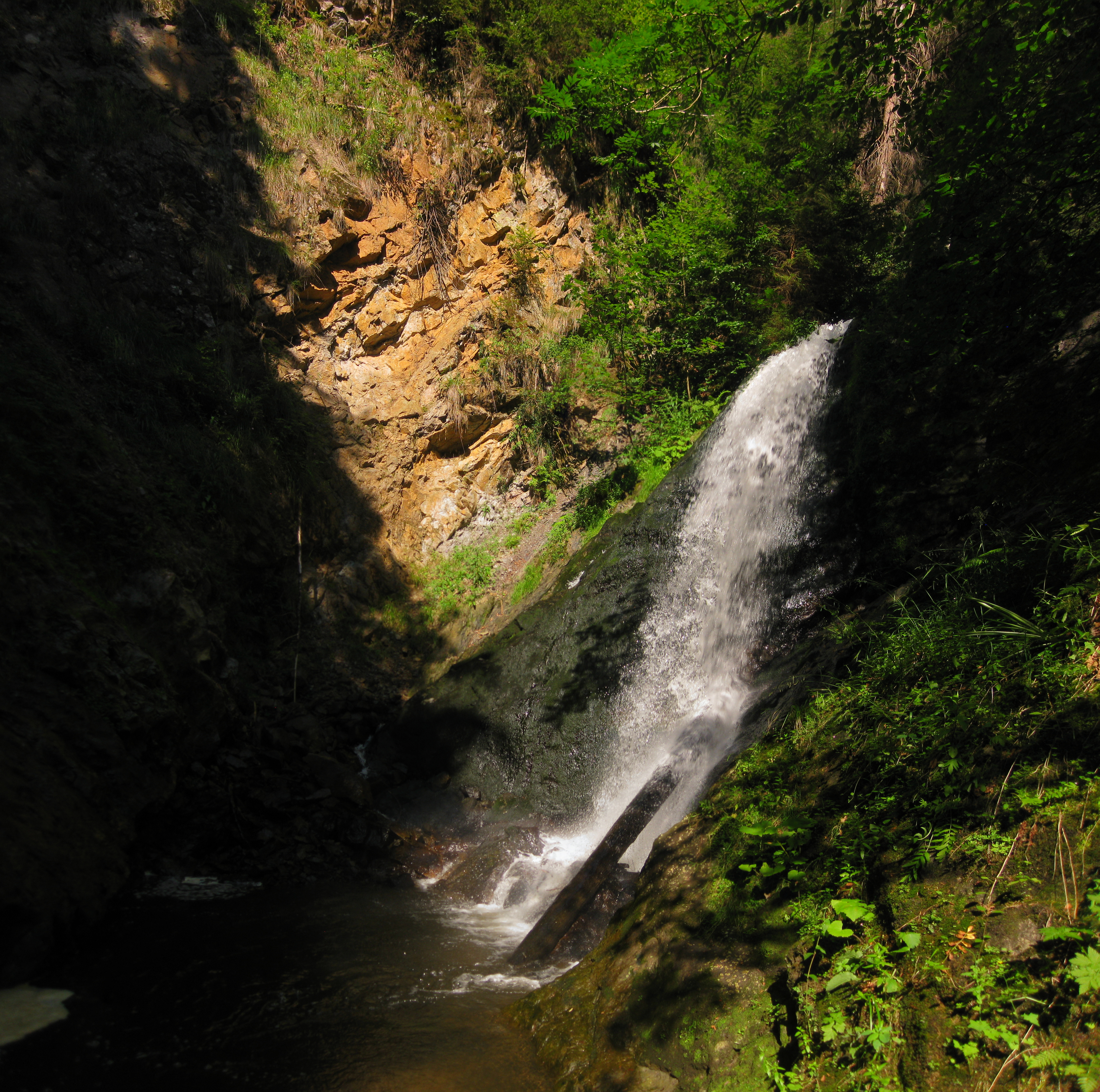
Gran Cascada del Ravenna

La barranca del Ravenna (en alemán: Ravennaschlucht) es la barranca del arroyo Ravenna en la Selva Negra en Baden-Wurtemberg, Alemania. A la salida de la barranca al Höllental se encuentra el puente del Ravenna.

## Enlaces
- Wikimedia Commons alberga una categoría multimedia sobre Barranca del Ravenna.
- Páginas Badenses: Imágenes de la Barranca del Ravenna (51 fotos)
- Valle del Dreisam online: Ravenna, barranca del Ravenna Archivado el 4 de octubre de 2013 en Wayback Machine.